# O Amor Em Paz
"O Amor Em Paz" é uma canção de bossa nova compostar em 1960 por Antônio Carlos Jobim, com letra por Vinícius de Moraes..
A primeira versão foi feita em 1961 por João Gilberto no seu auto titulado álbum. Tom Jobim mais tarde gravou uma versão instrumental da música em 1963 em seu álbum de estréia, The Composer of Desafinado Plays.
Em The Jazz Standards: A Guide to the Repertoire, o critico de jazz Ted Gioia credita Frank Sinatra e sua versão com Tom Jobim no seu álbum de conjunto Francis Albert Sinatra & Antonio Carlos Jobim para popularizar a música. "Até durante no auge da mania do bossa nova, que picou em volta de 1964 a 1965, 'O Amor Em Paz' não era amplamente conhecido e estava conspicuamente faltando na maioria dos álbuns de temática bossa nova na época. Mais depois da versão de 1967 do Frank Sinatra, A música se tornou umas das composição mais conhecida e regravada do Tom Jobim."
Descrevendo a singularidade da música, Ted Gioia escrever, "Existem um punhado de música no repertório padrão que comunicar um sentido de introspectiva e silenciosa busca da alma. Para a maio parte, Elas são peças lentas, baladas delicadas que sacrificar o impulso rítmico em troca de um autoquestionamento ruminativo. Mais 'O Amor Em Paz' e aquela raridade--um melancolia solilóquio que não deveria ser tocando  muito lento. A composição funciona melhor em um tempo médio, case se a nostalgia persistente das letras precisar brigar com o impulso para a frente de uma batida de bossa nova."

## Versiones notáveis
- João Gilberto – The Legendary João Gilberto (1961)[4]
- Joe Henderson – com Oscar Castro-Neves, Double Rainbow: The Music of Antonio Carlos Jobim (1995)[4]
- Shirley Horn – Close Enough for Love (1989)[4]
- Antônio Carlos Jobim – The Composer of Desafinado Plays (1963)[4]
- Frank Sinatra e Antônio Carlos Jobim – Francis Albert Sinatra & Antonio Carlos Jobim (1967)[4]
- McCoy Tyner – Trident (1975)[4]